# 伊莱·克兰
伊莱·克兰（英語：Eli Crane，1980年1月3日—）为美国商人及共和党籍政治人物，自2023年起开始担任亚利桑那州第二国会选区联邦众议员。克兰曾在海豹突击队服役，后与别人共同创建了一家以50毫米口径子弹壳为原料制造开瓶器的公司。在2022年选举中，克兰击败了时任议员汤姆·奥哈勒兰成功当选。

## 早年生活
伊莱·克兰出生于亚利桑那州图森，后在尤马长大。

## 职业生涯
伊莱·克兰于2001年至2014年间在美国海军服役，为海豹突击队的成员，并先后五次被派遣去执行任务。退役后，克兰和别人共同创办了一家开瓶器公司，专门使用50毫米子弹壳生产开瓶器。克兰和他的妻子曾在《创智赢家》这部节目中推销其商品，并获得了凯文·奥利瑞以及马克·库班的投资。

## 联邦众议员

### 2022年选举
在竞选众议员期间，克兰得到了前总统唐纳德·特朗普的背书。克兰于8月赢得了共和党初选，后于11月赢得了决选。

### 任内
伊莱·克兰反对凯文·麦卡锡担任众议院议长，是议长选举中每轮都不投给麦卡锡的六位共和党人之一。在第十五轮选举中，克兰没有投票给任何人，只是投了“出席”。

### 核心小组成员资格
- 自由核心小组[13]

## 选举历史
| 年份   | 职务       | 党派 | 党派   | 初选   | 初选   | 初选 | 决选    | 决选   | 决选 | 结果 | 政党轮替 | 政党轮替 | 参考文献 |
| 年份   | 职务       | 党派 | 党派   | 总计   | %      | 排名 | 总计    | %      | 排名 | 结果 | 政党轮替 | 政党轮替 | 参考文献 |
| ------ | ---------- | ---- | ------ | ------ | ------ | ---- | ------- | ------ | ---- | ---- | -------- | -------- | -------- |
| 2022年 | 联邦众议员 |      | 共和党 | 38,681 | 35.78% | 第一 | 174,169 | 53.86% | 第一 | 胜利 |          | 赢得席位 | [ 14 ]   |
|        |            |      |        |        |        |      |         |        |      |      |          |          |          |

## 外部連結
- 伊莱·克兰的X（前Twitter）